# Satrić
Satrić je naselje u općini Hrvace, u Splitsko-dalmatinskoj županiji. 

## Povijest
Satrić zajedno sa selima Potravljem i Maljkovom čini župu sv. Filipa i Jakova apostola.
Nove su stanovnike u 17. st. dobili kad je dušobrižnik i narodni vođa hercegovačkih katolika fra Franjo Marinović 1696. uz pomoć franjevaca iz Živogošća preveo 736 katoličkih obitelji (oko 5000 duša) iz Brotnja u krajeve pod mletačkom vlašću (u Potravlje, Muć i Grab).
Četnici su u Domovinskom ratu kad su rujna i listopada 1991. okupirali ovaj kraj zapalili 90% kuća ove župe, dvije škole i sve katoličke crkve. Hrvati su tad bili prisiljeni napustiti svoje domove te su izbjegli ili bili prognani.

## Stanovništvo
1869. sadrži podatke za naselje Zelovo, grad Sinj. U 1910. i 1948. sadrži i podatke za bivše naselje Satrić Gornji.
| broj stanovnika | 411   | 787   | 631   | 507   | 537   | 594   | 462   | 667   | 840   | 841   | 696   | 771   | 569   | 622   | 513   | 456   | 413   |
|                 | 1857. | 1869. | 1880. | 1890. | 1900. | 1910. | 1921. | 1931. | 1948. | 1953. | 1961. | 1971. | 1981. | 1991. | 2001. | 2011. | 2021. |